# マリア・アンナ・シックルグルーバー
マリア・アンナ・シックルグルーバー（Maria Anna Schicklgruber、1795年4月15日 - 1847年1月7日）は、アロイス・ヒトラーの母であり、アドルフ・ヒトラーの父方の祖母。

## 家族
マリアは、オーストリア大公国ヴァルト地方のシュトローネスで、農家のヨハネス・シックルグルーバー（Johannes Schicklgruber、1764年5月29日 - 1847年11月12日）とテレジア・パイジンガー（Theresia Pfeisinger、1769年9月7日 - 1821年11月11日）の娘として生まれた。マリアはカトリックだった。マリアについて分かっていることは、教会やその他の公的な記録に基づいている。
マリアは11人兄弟の1人だったが、その内で成人したのは6人のみだった。幼少期は、ウィーンの北西、ニーダーエスターライヒの北西部の大規模な森林地帯の田舎の貧しい農民として過ごした。
1821年、マリアが26歳の時に母のテレジアが亡くなり、74.25グルデンの遺産を相続した。その遺産を孤児のための基金に1838年まで投資し、資産は元の遺産の2倍を超える165グルデンになった。その当時の物価は、繁殖用の豚が1匹4グルデン、牛が10-12グルデン、旅館が全体でおそらく500グルデンだった。ヴェルナー・マーザーはマリアを「倹約家で、控えめな、非常に賢い農民の女性」と表している。

## アロイスの誕生
1837年、42歳で未婚のマリアに、生涯で1人だけの子供が生まれ、アロイスと名付けた。マリアはアロイスの父親を明かすことを拒んだ。そのため祭司はアロイス・シックルグルーバーと洗礼名をつけ、受洗者名簿の父親の欄には「私生児（illegitimate）」と入っていたとヴェルナー・マーザーは記している。歴史家はアロイスの父親について3人の候補を挙げ、議論を続けている。
- ヨハン・ゲオルク・ヒードラー（en:Johann Georg Hiedler）

ヨハン・ゲオルク・ヒードラーは後にマリアと結婚し、アロイスの出生届に名前が追加された人物である。また、ナチス・ドイツから公式にアロイスの父親として、つまりアドルフ・ヒトラーの父方の祖父として認められた人物である。
- ヨハン・ネーポムク・ヒードラー（en:Johann Nepomuk Hiedler）

ヨハン・ネーポムク・ヒードラーはヨハン・ゲオルク・ヒードラーの弟であり、アロイスの義叔父にあたる。青年期のアロイスを育て、貯蓄の大部分を残したが、もし自分がアロイスの実父だったとしても、そのことを公に認めることが得策であるとは思わなかった。
- レオポルド・フランケンベルガー

レオポルド・フランケンベルガーはニュルンベルク裁判の最中に元ナチスのハンス・フランクによって報告されたユダヤ人である。歴史家は、マリアの妊娠中にグラーツにはユダヤ人の家族はおらず、このハンス・フランクの憶測のみを根拠とするレオポルド・フランケンベルガーをアロイスの実父であるとする仮説を根拠のないものとして棄却した。
アロイスを生んだ時、マリアはシュトローネスでトランメルシュラガーという家族と同居していた。トランメルシュラガー夫妻はアロイスの代父母として記載されている。
マリアはまもなくシュトローネスの22番地にある家で父と住み始めた。その後、シックルグルーバー家の3人は、方々を渡り歩く製粉業者のジャーニーマンであるヨハン・ゲオルク・ヒードラーと親密になった。アロイスが生まれて5年後の1842年5月10日、マリアはヨハン・ゲオルク・ヒードラーとシュトローネスの近くのデラースハイムで結婚した。マリアは47歳、ヨハン・ゲオルク・ヒードラーは50歳だった。
ヨハン・ゲオルク・ヒードラーが、ヒトラーの実際の血の繋がった父方の祖父だったかどうかは、アロイスの元の出生届に父親の名前がなかったため分からない。この当時、ニーダーエスターライヒでは私生児は珍しいものではなく、いくつかの地域では、生まれた子どもの40%近くが私生児であり、1903年になって、ようやくその割合は24%になった。嫡出子が一般的になるのはまだ先のことだった。ナチズムの主要な方針の1つに、純粋なアーリア人とみなされた人は、自分の祖先の証明証（en:Ahnenpass）を持たなければならないというものがあったため、ヒトラーの反対者がヒトラーの父方の祖父はユダヤ人であるという噂を流布した際に、ヒトラーの祖先が疑問視された。
1931年、ヒトラーは自身の祖先に関する噂について、ナチス親衛隊に調査を指示した。その結果、ユダヤ人の祖先に関する証拠は一切見当たらなかった。その後、系譜学者のルドルフ・コッペンシュタイナーに大きな系図を作るよう指示した。その系図は1937年にDie Ahnentafel des Fuehrers（総統の系図）という本に載せられた。この本では、ヒトラーの家族は全員がオーストリア系のドイツ人でユダヤ人の祖先はなく、ヒトラーは汚れのないアーリア人の血統であると結論付けている。アロイス自身は、ヨハン・ゲオルク・ヒードラーを実父としており（3人の証人がそのことを確認している。）、1876年に祭司が出生届の父親の欄を変更している。このことがヒトラーの祖先についての正式な証拠とされ、したがってヒトラーはアーリア人だとみなされた。

## 死と墓地
1847年、夫と住んでいた、シリップ家という親族の家があったクラインモッテンで、結婚から6年目の51歳でマリアは亡くなった。死因は胸水による結核だった。遺体はデラースハイム（en:Döllersheim）にある教区教会の墓地に埋葬された。
1938年のオーストリア併合の後、マリアの墓を探したが見つからなかったため、教会の壁の隣に名誉墓碑が建てられた。この名誉墓碑は地元のヒトラーユーゲントによって手入れされていた一方で、デラースハイムとその周辺は演習場になった。1942年に、この地域は砲兵の訓練場の一部となり、住民は退去させられた。軍事訓練は第二次世界大戦後のソ連による占領期も続き、その後オーストリア陸軍によって1985年まで続いた。そのため街のほとんどは廃墟となってしまった。デラースハイムの教会は現在保存され、再建中である。墓地も手入れされているが、マリア・シックルグルーバーの墓標はない。

## 親族
1940年にヒトラーの又従姉妹であるアロイジア・ヴァイトは統合失調症だったため、ハルトハイムの安楽死施設（en:Hartheim Euthanasia Centre）で、T4作戦の一環として毒ガスによって殺された。